# Рогінджа (мова)
Рогінджа ([ˈroʊɪndʒə], [ˈroʊhɪndʒə], [ˈroʊɪŋjə], або [ˈroʊhɪŋjə]) — мова народу рогінджа, що проживає в Аракані на заході М'янми та в зілі Коксс-Базар у Бангладеші. Найбільш близькою є Чіттаґонґська мова Бенгальсько-ассамської мовної групи, поширена в регіоні Читтаґонґ на південному сході Бангладеш. У мові рогінджа багато запозичень з санскриту, арабської, перської та навіть португальської мов.

## Писемність
У різні часи писемності для мови рогіджа у ролі письма використовувалися арабська абетка, Ханіфа та бірманське письмо. У даний час використовується головним чином письмо, засноване на латиниці.

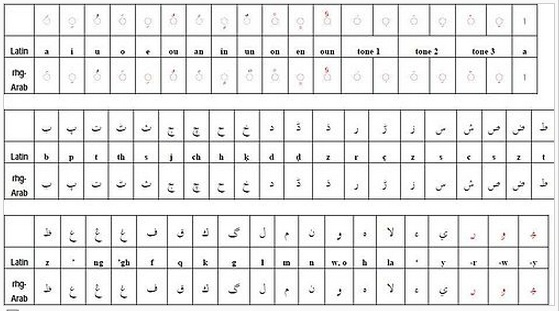
Рогінджа арабською абеткою

Перші тексти на мові рогінджа були написані понад 200 років тому з використанням арабського письма. Під час британського панування в Аракані (1826-1948 роки), народ рогінджа використовував як письмові мови англійську та урду. Після здобуття незалежності у 1948 році основним стає бірманське письмо. 
Починаючи з 1960-х років вчені рогінджа стали розробляти писемність для запису мови рогінджа. У 1975 році була запропонована писемність на основі арабської абетки, інші вчені пропонували також арабську писемність у вигляді модифікованої абетки, яку використовують для запису урду.
Мола Ханіф та його колеги розробили для запису мови нове письмо, відомий як Ханіфа. Ханіфа використовує головним чином арабські літери з запозиченнями деяких символів з латиниці та бірманського письма, пишется справа наліво. Дана абетка була піддана критиці через те, що деякі символи були сильно схожі один на одного, що могло спричинити плутанину. Незважаючи на це, письмо Ханіфа використовується до сьогодні, для нього розробляється стандартний Юнікод.
Латиниця, яка використовується для запису рогінджа, включає в себе стандартні 26 літер латинської абетки, а також 2 додаткових символу: ç та ñ.
Алфавіт на основі латинки:
| A a | B b | C c | Ç ç | D d | E e | F f |
| G g | H h | I i | J j | K k | L l | M m |
| N n | Ñ ñ | O o | P p | Q q | R r | S s |
| T t | U u | V v | W w | X x | Y y | Z z |

## Фонологія

### Приголосні
Для мови рогінджа є характерні 25 приголосних фонем. Ще кілька приголосних використовуються тільки в запозичених словах.
|             | Губно-губні | Губно-зубні | Зубні / Ясенні | Ретрофлексні | Середньопіднебінний | Задньоязиковий | Гортанний |
| ----------- | ----------- | ----------- | -------------- | ------------ | ------------------- | -------------- | --------- |
| Проривні    | p b         |             | t̪ d̪            | ʈ ɖ          | ɟ                   | k ɡ            | ʔ         |
| Носові      | m           |             | n              |              | ɲ                   | ŋ              |           |
| Фрикативні  |             | f           | s z            |              | ʃ                   | x              | h         |
| Одноударні  |             |             | ɾ              | ɽ            |                     |                |           |
| Апроксимант | w           |             |                |              | j                   |                |           |
| Боковий     |             |             | l              |              |                     |                |           |

### Голосні
У мові рогінджа є 6 голосних фонем та кілька дифтонгів.
|                            | Переднього ряду | Заднього ряду |
| -------------------------- | --------------- | ------------- |
| Високого підняття          | i               | u             |
| Високо-середнього підняття | e               | o             |
| Низько-середнього підняття | e               | ɔ             |
| Низького підняття          | a               | a             |